# 中國古籍

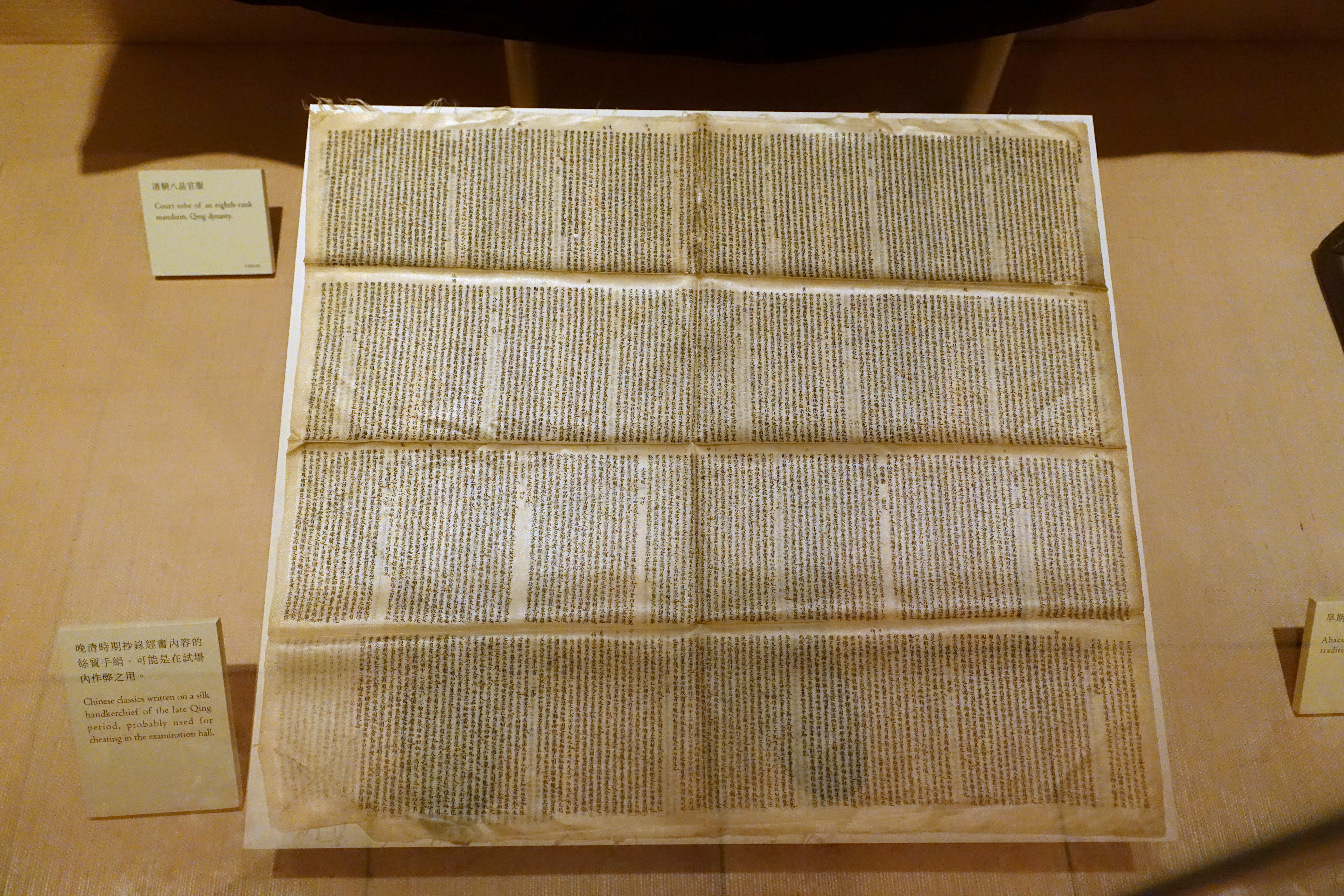
存于香港博物馆的中国古籍

中國古籍或中國古典典籍一般指的是「西元1911年（含）以前出版的書籍，包括抄本及刻本」。具體而言，可以說是以印刷或書寫成「具有中國古典裝幀形式（如包背裝、線裝、蝴蝶裝等）、以研究中國古代傳統文化為主內容，並且用中國傳統著作方式進行著述的書籍」。
中國古典典籍是中华文明发展进程中，人们对社会和自然作精心思考的精髓。春秋战国，百家争鸣；秦扫六合，焚书坑儒；汉武中兴，广求遗籍。最早将中文典籍集成目录的是西汉刘向的《七略》。

## 定義
在全国古籍整理出版规划领导小组办公室编《新中国古籍整理图书总目录》（長沙：岳麓書社，2007年）凡例中，就古籍提出較完整定義：
（1）1911年辛亥革命以前编撰出版的以手工纸为文字载体的书，皆为古籍；

（2）1911年以后至1919年五四运动以前或稍后一个时期编撰出版的图书，凡内容属于传统学术文化，采用传统著述方式，并具有古典装帧形式（一般为线装）的图书，亦视为古籍。

## 歷史
中國的典籍有好幾次大規模的銷毀，令不少古籍失傳。第一次為秦朝的焚书坑儒，以後梁元帝蕭繹，明朝朱元璋也曾作過類似的行為。清朝乾隆时期，全国大修四库全书，然而进献的图书中不利于清朝统治的文献被禁毁。

## 装帧
常见的有木匣装、包角、卷轴、梵夹装等。

## 外部連結
- 全文正體字逐字檢索。中央研究院瀚典全文檢索系統（页面存档备份，存于）
- 中國哲學書電子化計劃Archive-It的存檔，存档日期2015-09-24